# Хуыцауы дзуар (святилище)
Хуыцауы дзуар — культовое сооружение, расположено в Алагирском ущелье РСО-Алания, у селения Регах.

## История
По легенде, после монголо-татарского нашествия в Фаллаг-коме поселились фамилии Мамиевых, Гиоевых, и других. В одно время среди них началась эпидемия. Люди стали умирать и тогда один знахарь указал Регахцам место древнего святилища, которое он порекомендовал им раскопать. Люди последовали совету мудреца и вскоре, на склоне горы из-под слоя земли стали постепенно поступать стены древнего капища, в центре которого был обнаружен тайник, где находились предметы, испокон веков используемые осетинами во время религиозных праздников. Там была также чаша для пива, обладавшая волшебным свойством: сколько бы людей не собралось на пир, пива в ней всегда хватало на всех. Но впоследствии эта чаша была утрачена. А эпидемия прекратилась сразу же, как только были вознесены первые молитвы, и народ вернулся к почитанию своего древнего святилища. В Фаллаг-коме, Регахы-дзуару и сегодня поклоняются все вышедшие оттуда фамилии.
Представляет собой прямоугольное в плане сооружение, ориентированное длинной осью по линии запад-восток. Сложен из разноразмерных сланцевых плит и охристого цвета туфогенных блоков, особенно хорошо прослеживаемых в углах и откосах окон. Связующий раствор-глинистый, штукатурки нет. В южной стене в 1,50 м от юго-западного угла на уровне земли отмечены остатки входного проема (ширина — 1,10 м), в западной-прямоугольная ниша (0,50x0,40x0,35 м) с ритуальными предметами. Внутреннее помещение аргуана делилось на две части-зал и алтарь. Алтарная часть закругленная, приподнята над полом на 0,10—0,15 м. В южной, северной и восточной стенах отмечены заложенные камнем окна, сужающиеся наружу и на 1,25 м отстоящие от пола. Длина зала — 4,40 м (с алтарем — 6,40 м), ширина — 4,15 м, высота — 2,00 м. Церковь окружена грубо сложенной каменной оградой, четырехугольной в плане. По мнению Г.Г. Гамбашидзе, Хуцауы-аргуан построен после возведения больших церквей Двалети (Зруг, Тли, Нар) и свидетельствует о довольно широком распространении христианской религии в указанном районе. Датируется памятник XI—XIII вв.

## Список дзуаров
- Афцаджы дзуар — покровитель перевалов;
- Дауджыты дзуар — божество плодородия и урожая;
- Джеры дзуар — божество, исцеляющее душевнобольных;
- Лагты дзуар — иносказательное женское название Уастырджи;
- Мадизаны дзуар — божество, примиряющее кровников;
- Сау дзуар — покровитель лесов и лесных угодий;
- Сау бараджы дзуар — покровитель разбойников и воров;
- Семь дзуаров — самые известные дзуары;
- Сызгарин дзуар — покровитель Сбийского ущелья;
- Татартупп дзуар — его священное место — Татартуп;
- Фыры дзуар — дзуар в виде барана;
- Хилы дзуар — покровитель невестки и молодой семьи;
- Хуыцауы дзуар — покровитель браков и женской плодовитости.

## Источник
- В.Т. Тменов. Средневековые историко-архитектурные памятники Северной Осетии. — Орджоникидзе, 1984